# Dobra Poleana, Burgas
Dobra Poleana (în bulgară Добра Поляна) este un sat în comuna Ruen, regiunea Burgas,  Bulgaria. 

## Demografie
Componența etnică a satului Dobra Poleana
     Turci (91,78%)
     Nicio identificare (8,21%)
     Altele (0%)
La recensământul din 2011, populația satului Dobra Poleana era de 706 locuitori. Din punct de vedere etnic, majoritatea locuitorilor (91,78%) erau turci. Pentru 8,21% din locuitori nu este cunoscută apartenența etnică.